# Microtropis latifolia
Microtropis latifolia är en benvedsväxtart som beskrevs av Wight och M. Laws. Microtropis latifolia ingår i släktet Microtropis och familjen Celastraceae. Inga underarter finns listade.